# Chiara (2022)
Chiara ist ein Spielfilm von Susanna Nicchiarelli aus dem Jahr 2022. Mit dem Werk schließt die Regisseurin ihre Filmtrilogie über Frauenbiografien ab. Das Historiendrama folgt dem Leben der  Heiligen Klara von Assisi (italienisch: Chiara d’Assisi). Die Hauptrolle übernahm Margherita Mazzucco.
Die italienisch-belgische Koproduktion wurde am 9. September 2022 bei den Internationalen Filmfestspielen von Venedig uraufgeführt.

## Handlung
Assisi im Jahr 1211: Die 18-jährige Chiara verlässt eines Nachts ihr Elternhaus, um sich dem befreundeten Francesco (Franz von Assisi) anzuschließen. Von diesem Moment an ändert sich ihr Leben für immer. Die spätere Heilige verfolgt ihren Traum von der Freiheit und beginnt in Armut zu leben. Sie träumt von einem Gemeinschaftsleben ohne Hierarchien und Machtmechanismen.

## Hintergrund

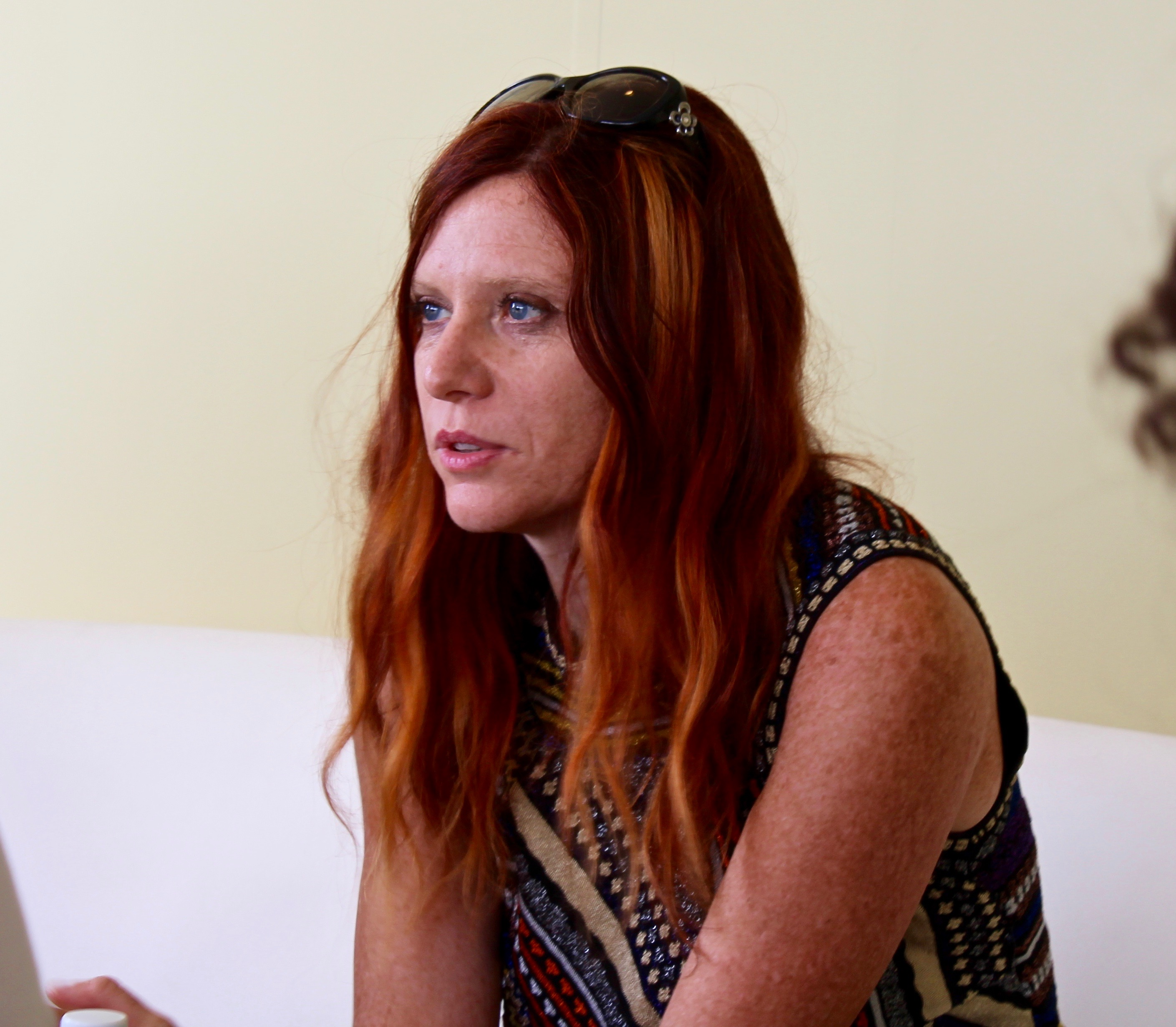
Susanna Nicchiarelli (2017)

Chiara ist der fünfte Spielfilm der italienischen Regisseurin Susanna Nicchiarelli, für den sie gemeinsam mit Chiara Frugoni auch das Drehbuch verfasste. Das Werk bildet den Abschluss einer Filmtrilogie über Frauenbiografien, die Nicchiarelli mit Nico, 1988 (2017) über die Sängerin Nico und Miss Marx (2020) über Eleanor Marx begonnen hatte. Beide Filme waren ebenfalls ins jeweilige Programm des Filmfestivals von Venedig aufgenommen worden. „Unser Ziel ist das gleiche wie das von Nico und Eleanor Marx: die reale Person außerhalb der Geschichtsbücher zu enthüllen und zu erforschen“, so Nicchiarelli. Dabei legte die Filmemacherin eigenem Bekunden zufolge weniger Wert auf größtmögliche Authentizität. Es sei „eher eine Frage der Interpretation als der Erfindung, den richtigen Schlüssel zu finden; Trine Dyrholm ist nicht wie die echte Nico und Romola Garai ist nicht wie Eleanor“, sagte Nicchiarelli über ihre früheren Hauptdarstellerinnen.
Für die Titelrolle wählte Nicchiarelli die neapolitanische Schauspielerin Margherita Mazzucco aus, die mit Chiara ihr Spielfilmdebüt gibt. Die Figur des Franz von Assisi wurde von Andrea Carpenzano dargestellt. In einer weiteren Rolle als Papst Gregor IX. ist Luigi Lo Cascio zu sehen. Für die Produktion vertraute die Regisseurin auf ihre altbekannte Crew der vorangegangenen beiden Filme. Für die Kamera war die Französin Crystel Fournier, für den Schnitt der Editor Stefano Cravero verantwortlich. Für Szenenbild und Kostüme wurden Ludovica Ferrario bzw. Massimo Cantini Parrini verpflichtet. Die Dreharbeiten begannen ab Anfang 2022.
Wie schon bei Nico, 1988 und Miss Marx handelt es sich bei Chiara ebenfalls um eine italienisch-belgische Koproduktion. Als Produzenten fungierten Marta Donzelli und Gregorio Paonessa für die Gesellschaft Vivo Film. Ebenfalls an dem Projekt waren die Unternehmen Rai Cinema und Tarantula beteiligt. Unterstützt wurde Chiara vom italienischen Kulturministerium und vom Förderungsfonds Eurimages (Fördersumme: 480.000 Euro).

## Veröffentlichung
Die Premiere von Chiara erfolgte am 9. September 2022 beim Filmfestival von Venedig.
Ein regulärer Kinostart in Italien im Verleih von 01 Distribution erfolgte am 7. Dezember 2022.

## Auszeichnungen
Für Chiara erhielt Susanna Nicchiarelli zum zweiten Mal eine Einladung in den Wettbewerb um den Goldenen Löwen, den Hauptpreis des Filmfestivals von Venedig. Die Wettbewerbsjury um Julianne Moore bedachte den Film mit keinem Preis. Dennoch gewann Chiara in Venedig mehrere Auszeichnungen weiterer unabhängiger Jurys: den Lizzani Award der Associazione Nazionale Autori Cinematografici (ANAC), den NUOVOIMAIE Talent Award für die beste Nachwuchsdarstellerin (Margherita Mazzucco), den La Pellicola d’Oro Award für die Kostümbildnerin Laura Montaldi und den SIGNIS Award des Katholischen Weltverbands für Kommunikation (SIGNIS).